# ジュゼッペ・ガスパロ・メゾファンティ
ジュゼッペ・ガスパロ・メゾファンティ（Giuseppe Gasparo Mezzofanti、1774年9月19日 - 1849年3月15日）はイタリアの枢機卿、言語学者。

## 生い立ち
メゾファンティは身分の低い家庭に生まれたが、幼少期から優れた記憶力と音感を持ち合わせ、特に外国語習得に関しての才能は並外れたものだった。
メゾファンティは、ボローニャにある子供たちに信仰や文字の読み書きなどを教える学校（Scuole Pie）に通い、教皇領からやって来た多くのイエズス会宣教師と交流した。彼らと会話を交わすうち、スウェーデン語、ドイツ語、スペイン語、その他南米各地のさまざまなスペイン語方言をすぐに覚えてしまった。現在使用されなくなった言語（死語）も学校で習得している。
神学校で哲学、神学を学んだが、司祭になれる規定の年齢よりもはるかに若い年齢でそれらの習得を終えている。その期間に東洋言語の学習にも励んだ。
1797年、23歳で司祭に叙階され、ボローニャ大学でヘブライ語、アラビア語、東洋言語、ギリシャ語の教授を務めた。
1799年から1800年まで、ナポレオン・ボナパルト軍との対立で負傷した外国人を病院で援助し、交流しながら、他のヨーロッパ言語を習得した。その後、町を訪れる観光客、旅行者を対象とした聴罪司教となった。
1806年、ナポレオンからパリに定住しないかという提案があったが、それを断っている。それ以前にも、チザルピーナ共和国に対する宣誓を拒否し、同様に1814年、ローマ教皇ピウス7世の誘いを断っているが、1831年、ローマ教皇グレゴリウス16世による布教聖省での活動に関する申し出は受けている。
ローマのような国際色豊かな都市でさまざまな宣教師や学者たちと交流を重ねるうちに、他の言語も次々に習得していった。
それまで言語を学習してきた中で、実際に困難を伴ったのは中国語のみだが、それでも流暢に話せるようになるまでかかった期間はわずか4カ月だという。以前モナコの宣教師だったウンピエレス司教と布教聖省の語学教師は以後ジュセッペと中国語で会話をし、彼の中国語学力を公的に認めたという。
グレゴリウス16世はメゾファンティと親しくなり、1838年2月12日に行われた枢機卿総会議にて、彼に枢機卿の地位を与えた。
1849年、メゾファンティはローマで息を引き取った。彼の慰霊碑は、ローマ、サン・オノフリオ・アル・ギアニコロ教会（Chiesa di Sant'Onofrio al Gianicolo）に納められている。

## 証言
メゾファンティは基本的に特別な野心を抱くことのない人物だったが、魂への気遣い、大学での教え、日々の言語習得に関しては熱心に取り組んでいた。同時代の著名人が数人、彼について証言をしている。
- イギリスの詩人、ジョージ・ゴードン・バイロンはメゾファンティとボローニャで出会ったとき、「彼の言語能力は並大抵のものではない。バベルの塔が建てられた時、彼は通訳としてその場にいるべきだった」と語った。
- ポーランド、ヴロツワフ大学のオーギュスト・ウィルヘルム教授は、イタリア旅行で、ボローニャの知識人たちをうならせていたことで有名なメゾファンティと会い、海外に出たことがないにもかかわらずドイツ語を完璧に話す様子に大変驚いたという。
- 在伊ロシア大使館の通訳官マテオ・ピサーニは、メゾファンティの語学力を確かめるため、スラブ語派話者、東洋言語話者ら数名と共に彼の元を訪れ、その実力に圧倒されたという。
- ジョン・ヘンリー・ニューマンの友人であるアイルランド人、チャールズ・ウィリアム・ルッセル神父は、メゾファンティとよく会い、そのたびにゲール語、英語、その他グレートブリテン島のいくつかの主な方言を間違えることなく流暢に話す様子を見ては驚いたという。メゾファンティの死後、ルッセルによって実際の記録・証言を交えて書かれた彼の伝記は、いくつか存在する彼の伝記の中でももっとも優れたものだとされている。そのルッセルによると、メゾファンティは38もの言語をほぼ完璧に操ったという。その他にも完璧ではないが、40もの言語、またそれとは別に各国の方言も数知れず話したという。計78言語の知識があったということになる。

ほぼ完璧に話し、書くことのできた言語
ヘブライ語、アラビア語、カルデア語、コプト・エジプト語、古典アルメニア語、アルメニア語、ペルシア語、トルコ語、アルバニア語、マルタ語、古代ギリシア語、ギリシア語、ラテン語、スペイン語、ポルトガル語、フランス語、ドイツ語、スウェーデン語、英語、ロシア語、ポーランド語、チェコ語、ハンガリー語、中国語、シリア語、ゲエズ語、アムハラ語、ヒンディー語、グジャラート語、バスク語、ルーマニア語他。
話さないが、読解が可能だった言語
サンスクリット、マレー語、チベット語、アイルランド語、サーミ語、ルーシ語、フリジア語、ラトビア語、コーンウォール語、ケチュア語、バンバラ語